# Apocopis wrightii
Apocopis wrightii är en gräsart som beskrevs av William Munro. Apocopis wrightii ingår i släktet Apocopis och familjen gräs. Inga underarter finns listade i Catalogue of Life.